# اجکات
اجکات (به انگلیسی: Edgcott) یک روستا و محله مدنی در بریتانیا است که در الزبری ول واقع شده‌است. اجکات ۲۵۶ نفر جمعیت دارد.